# Чемпіонат Італії з футболу 1899
В 1899 пройшов другий чемпіонат Італії з футболу. Матчі проходили з 2 по 16 квітня. Чемпіоном турніру стала Дженоа.
| Чемпіонат Італії з футболу 1899 |
| ------------------------------- |
| «Дженоа» 2-й титул              |

## Учасники

### Діючий чемпіон
- Дженоа

### Претенденти
- Гіннастіка
- Торінезе
- Інтернаціонале (Турин)

## Перший раунд
| 02.04.1899 |

| Гіннастіка | 2:0 | Торінезе |
| ---------- | --- | -------- |
| Ред        |     |          |

| Піазза д'Армі, Торіно |

## Другий раунд
| 09.04.1899 |

| Інтернаціонале (Турин) | 2:0 | Гіннастіка |
| ---------------------- | --- | ---------- |
| Босіо Вебер            |     |            |

| Піазза д'Армі, Торіно |

## Фінал
| 16.04.1899 |

| Дженоа               | 3:1 | Інтернаціонале (Турин) |
| -------------------- | --- | ---------------------- |
| Спенслі Даппле Лівер |     | Вебер                  |

| Понте Каррега, Генуя |